# Illawarra Main Road
Die Illawarra Main Road ist eine Umgehungsstraße im Norden des australischen Bundesstaates Tasmanien. Sie verbindet den Midland Highway  (N1) in Perth mit dem Bass Highway (N1) und dem Meander Valley Highway (B54) unter Umgehung der Stadt Launceston.

## Verlauf
Die Straße zweigt in Perth, ca. 15 km südlich von Launceston, vom Midland Highway nach Westen ab. In Longford mündet die Cressy Road (B51) und die Illawarra Main Road überquert den South Esk River. Dann setzt sie ihren Weg am Westufer des Flusses nach Nordwesten fort und ist kurz vor der Mündung des Flusses in den Lake Trevallyn, ca. 13 km südwestlich von Launceston, an den Bass Highway und die Meander Valley Road angeschlossen.